# Боян Пайтич
Боян Пайтич (серб. Bojan Pajtić або Бојан Пајтић; нар. 2 травня 1970, Сента) — сербський політик і юрист.

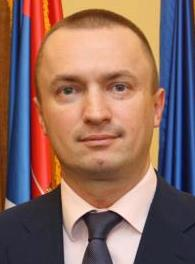
Боян Пайтич

Вивчав право в Університеті Нові-Саду, де він отримав докторський ступінь у 2008 році. Він працював у місцевому районному суді. У 1996 вступив до Демократичної партії, обіймав у ній різні посади, пізніше ставши віце-головою. У 2000 році він став членом міської ради Нові-Саду. Рік потому він був обраний депутатом Народних зборів. Будучи переобраним у 2004, став керівником фракції демократів у парламенті. У тому ж році він очолив уряд Воєводини, переобраний у 2008.
У 2014 році став головою Демократичної партії замість Драгана Джиласа.